# Shamseh
Shamseh (persiska: شمسه) är en ort i Iran.   Den ligger i provinsen Kurdistan, i den nordvästra delen av landet, 400 km väster om huvudstaden Teheran. Shamseh ligger 1 844 meter över havet och antalet invånare är 354.
Terrängen runt Shamseh är huvudsakligen kuperad, men åt nordost är den platt. Shamseh ligger nere i en dal.Runt Shamseh är det ganska glesbefolkat, med 38 invånare per kvadratkilometer. Närmaste större samhälle är Tīlkū, 4,0 km norr om Shamseh. Trakten runt Shamseh består i huvudsak av gräsmarker.